# Eugenite
L'eugenite è un minerale scoperto nel 1986 nella miniera di Sieroszowice nel distretto di Lubin in Polonia. Il minerale è stato dedicato al mineralogista austriaco Eugen Friedrich Stumpfl.

## Morfologia
L'eugenite è stata scoperta sotto forma di granuli fino a 4mm di diametro.

## Origine e giacitura
L'eugenite è stata trovata nella porzione dolomitica di un giacimento di solfuri di rame associata con calcite, ematite e gesso.